# 鎌倉 (葛飾区)
鎌倉（かまくら）は、東京都葛飾区の地名。現行行政町名は鎌倉一丁目から鎌倉四丁目。住居表示実施済み区域である。鎌倉大仏（高徳院）を擁する観光地として知られる神奈川県鎌倉市とは異なる。

## 地理
葛飾区北東部に位置し、江戸川区に隣接する地域である。北で柴又三・四丁目、東で江戸川区北小岩六・八丁目、南で江戸川区西小岩四丁目、南西で細田四・五丁目、西は高砂四・五丁目と接する。新柴又駅の南に位置する住宅市街地が見られる。

### 地価
住宅地の地価は、2025年（令和7年）1月1日の公示地価によれば、鎌倉1-29-14の地点で36万6000円/m2となっている。

## 歴史
もと鎌倉新田といい、正保改定図に初見される。1499年（明応8年）の板曼荼羅が発掘され、曼荼羅村とも呼ばれた。1889年（明治22年）南葛飾郡奥戸村の所属となり、奥戸村大字鎌倉となる。1930年（昭和5年）には奥戸村が町制施行し奥戸町へ移行。1932年（昭和7年）には奥戸町が東京市に編入され大字鎌倉は葛飾区鎌倉町となり、1966年（昭和41年）住居表示が実施され、現在に至る。

### 地名の由来
いくつかの言い伝えがあり、
- 相模国鎌倉郡にある鎌倉八幡宮から勧請して八幡宮をこの地に置いたのでついた説。
- 相模国鎌倉郡から来た源右衛門がこの地を開発したことからついた説[7]。

などがある。

## 世帯数と人口
2023年（令和5年）1月1日現在（東京都発表）の世帯数と人口は以下の通りである。
| 丁目       | 世帯数    | 人口     |
| ---------- | --------- | -------- |
| 鎌倉一丁目 | 1,641世帯 | 2,990人  |
| 鎌倉二丁目 | 1,338世帯 | 2,679人  |
| 鎌倉三丁目 | 2,363世帯 | 4,733人  |
| 鎌倉四丁目 | 1,598世帯 | 3,008人  |
| 計         | 6,940世帯 | 13,410人 |

### 人口の変遷
国勢調査による人口の推移。
| 年                 | 人口   |
| ------------------ | ------ |
| 1995年（平成7年）  | 12,529 |
| 2000年（平成12年） | 11,926 |
| 2005年（平成17年） | 12,313 |
| 2010年（平成22年） | 12,754 |
| 2015年（平成27年） | 12,417 |
| 2020年（令和2年）  | 12,860 |

### 世帯数の変遷
国勢調査による世帯数の推移。
| 年                 | 世帯数 |
| ------------------ | ------ |
| 1995年（平成7年）  | 4,770  |
| 2000年（平成12年） | 4,808  |
| 2005年（平成17年） | 5,030  |
| 2010年（平成22年） | 5,709  |
| 2015年（平成27年） | 5,548  |
| 2020年（令和2年）  | 6,048  |

## 学区
区立小・中学校に通う場合、学区は以下の通りとなる（2021年4月時点）。
| 丁目       | 番地            | 小学校             | 中学校             |
| ---------- | --------------- | ------------------ | ------------------ |
| 鎌倉一丁目 | 全域            | 葛飾区立鎌倉小学校 | 葛飾区立奥戸中学校 |
| 鎌倉二丁目 | 28～31番        | 葛飾区立鎌倉小学校 | 葛飾区立奥戸中学校 |
| 鎌倉二丁目 | 1〜27番         | 葛飾区立高砂小学校 | 葛飾区立高砂中学校 |
| 鎌倉三丁目 | 9～15番         | 葛飾区立柴又小学校 | 葛飾区立桜道中学校 |
| 鎌倉三丁目 | 1〜8番 16〜58番 | 葛飾区立鎌倉小学校 | 葛飾区立桜道中学校 |
| 鎌倉四丁目 | 全域            | 葛飾区立鎌倉小学校 | 葛飾区立桜道中学校 |

## 事業所
2021年（令和3年）現在の経済センサス調査による事業所数と従業員数は以下の通りである。
| 丁目       | 事業所数  | 従業員数 |
| ---------- | --------- | -------- |
| 鎌倉一丁目 | 64事業所  | 641人    |
| 鎌倉二丁目 | 41事業所  | 350人    |
| 鎌倉三丁目 | 91事業所  | 653人    |
| 鎌倉四丁目 | 98事業所  | 467人    |
| 計         | 294事業所 | 2,111人  |

### 事業者数の変遷
経済センサスによる事業所数の推移。
| 年                 | 事業者数 |
| ------------------ | -------- |
| 2016年（平成28年） | 317      |
| 2021年（令和3年）  | 294      |

### 従業員数の変遷
経済センサスによる従業員数の推移。
| 年                 | 従業員数 |
| ------------------ | -------- |
| 2016年（平成28年） | 1,870    |
| 2021年（令和3年）  | 2,111    |

## 交通

### 鉄道
町域内に鉄道駅は無いが、近隣に2駅新柴又駅（柴又所在）京成小岩駅（江戸川区北小岩所在）が所在し、また下記の京成バスが早朝から深夜まで頻繁運転されておりJRの小岩駅・金町駅への便も良いため、地域住民の鉄道利用に困難は少ない。

### バス
- 京成バス - 小55系統

### 道路
- 東京都道307号王子金町江戸川線（柴又街道）：南北に通過する。南は小岩・京葉道路（国道14号）方面、北は金町・水戸街道（国道6号）方面へ連絡する。

## 施設・寺社
- 葛飾区立鎌倉小学校（鎌倉四丁目）
- 鎌倉公園（鎌倉三丁目）
- 鎌倉公園プール（鎌倉三丁目）
- 葛飾区立鎌倉図書館（鎌倉二丁目）
- 葛飾鎌倉郵便局（鎌倉四丁目）
- 鎌倉八幡神社（鎌倉四丁目）
- 浄光院（鎌倉一丁目）
- 輪福寺（鎌倉三丁目）
- 大珠院（鎌倉四丁目）

## その他

### 日本郵便
- 郵便番号 : 125-0053[4]（集配局 : 葛飾新宿郵便局[19]）。